# マーケティングパートナー
マーケティングパートナー株式会社は、SBSホールディングス傘下のeコマース構築支援業務及びコンテンツ事業を行う企業である。

## 沿革
- 1998年3月5日 設立

## 事業概要

### 主なeコマース構築支援実績
・外資系化粧品ブランド

・プロスポーツクラブチーム運営会社

・高級バッグブランド

・冷凍食品メーカー

・大手健康機器メーカー

・大手製薬メーカー

・居酒屋チェーン　　等

### コンテンツ事業
- プレミアムドッグフード専門店／POCHI「ポチ」
- プレミアムキャットフード専門店／tama「タマ」